# Мон Сен Гибер
Мон Сен Гибер (на френски: Mont-Saint-Guibert) е селище в Централна Белгия, окръг Нивел на провинция Валонски Брабант. Населението му е около 6400 души (2006).